# ゲオルク・フォン・ローゼン
ゲオルク・フォン・ローゼン（ローセンとも、Georg von Rosen、1843年 - 1923年）は、スウェーデンの画家である。
スウェーデンの歴史や北欧神話を題材にした作品で知られている。

## 経歴
スウェーデンの外交官を務めていたアドルフ・フォン・ローゼン（Adolf Eugène von Rosen）の息子としてフランスのパリに生まれた。
父親は後にスウェーデン最初の鉄道の建設に貢献し「スウェーデン鉄道の父」と称せられることになる人物である。
1年ほどのパリの生活の後、スウェーデンに戻った。1857年から1861年の間、スウェーデン王立美術院で学んだ。1862年のロンドン万国博覧会を訪れ、ベルギーの歴史画家、ヘンドリク・レイス（Henri Leys または Hendrik Leys）の作品に感銘を受け、1863年にベルギーのレイスのもとを訪ねた。スウェーデンの戻り、展覧会で賞を得た後もエジプト、中東、トルコなどを旅し、1866年にローマに滞在し、その後、再びベルギーにレイスが没する1869年まで留まり、その後、ミュンヘンやイタリアで修行し、1871年にスウェーデンに戻った。
1872年にスウェーデン王立美術院の会員に選ばれ、1874年に美術学校の准教授に任じられ、1880年に教授となった。1881年から1887年の間は校長を務めた。

## 主な作品

大ステン・ストゥーレ(en) のストックホルム入城（1864年）
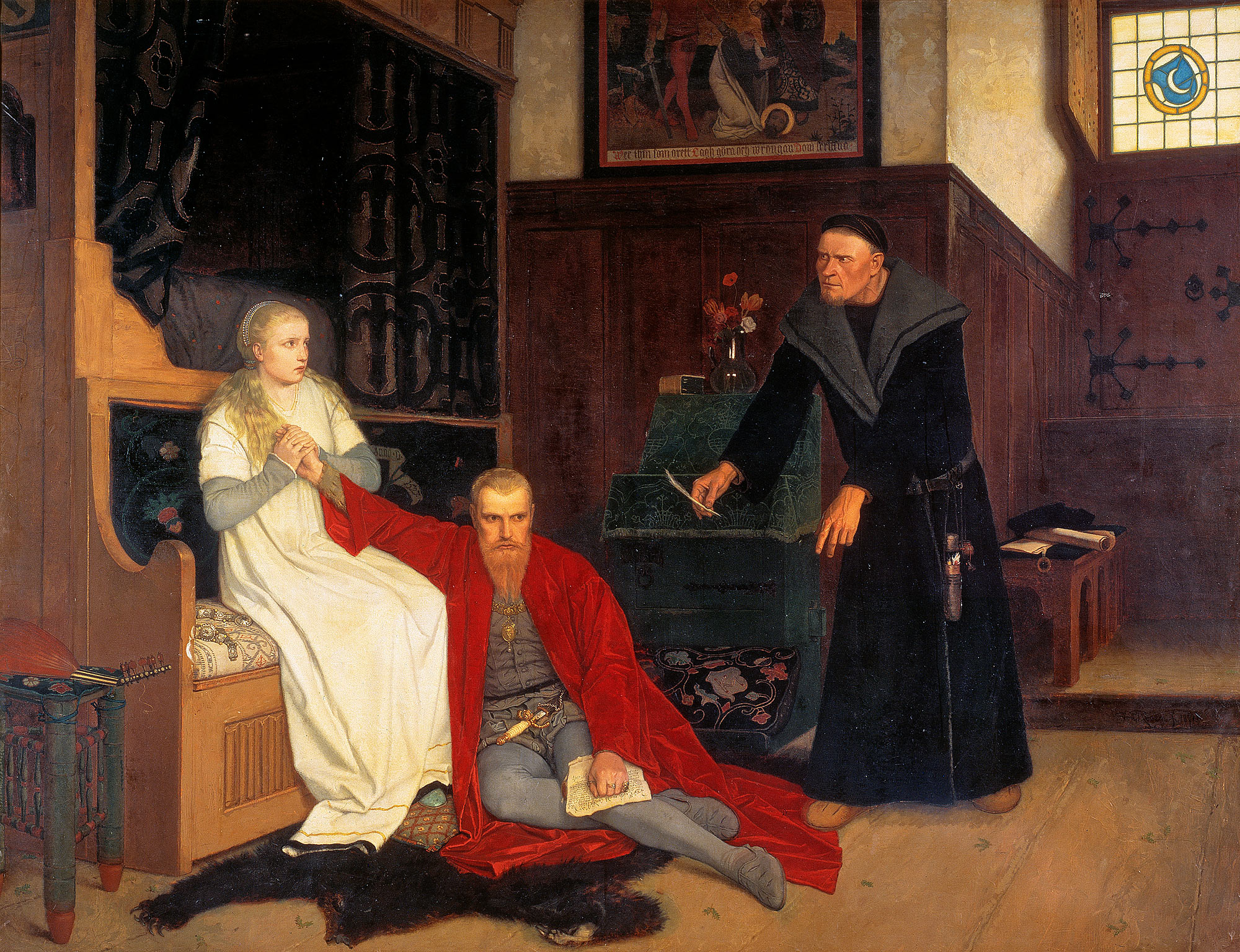
エリク14世 (スウェーデン王) (1871)

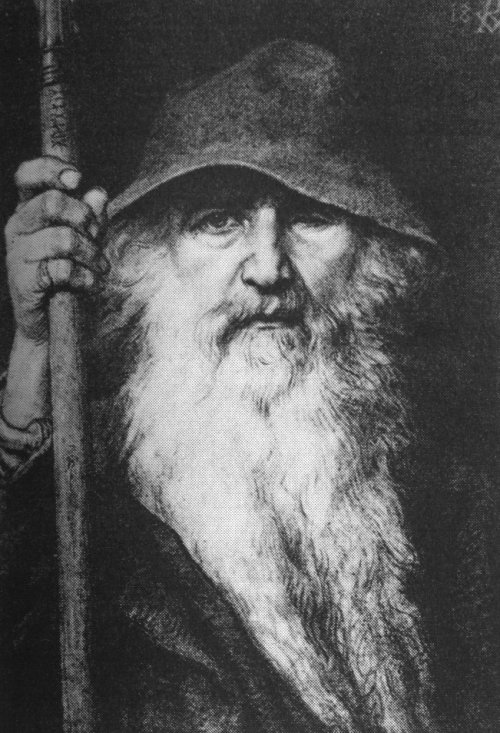
オーディン （1886年）
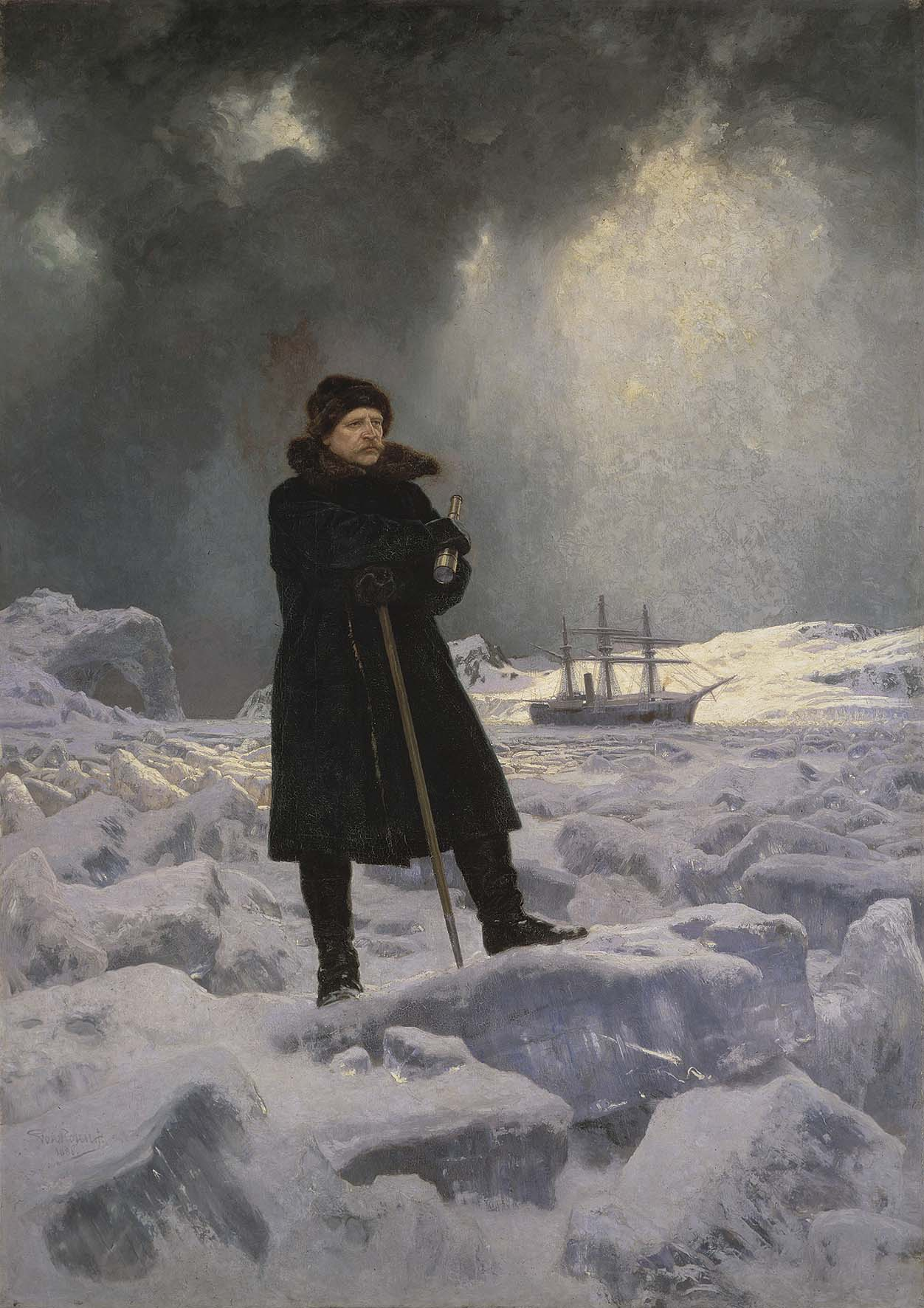
アドルフ・エリク・ノルデンショルド （1886年）
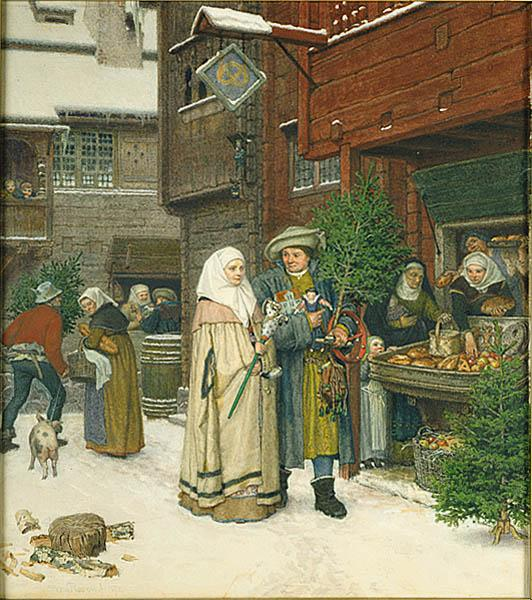
The Christmas Fair
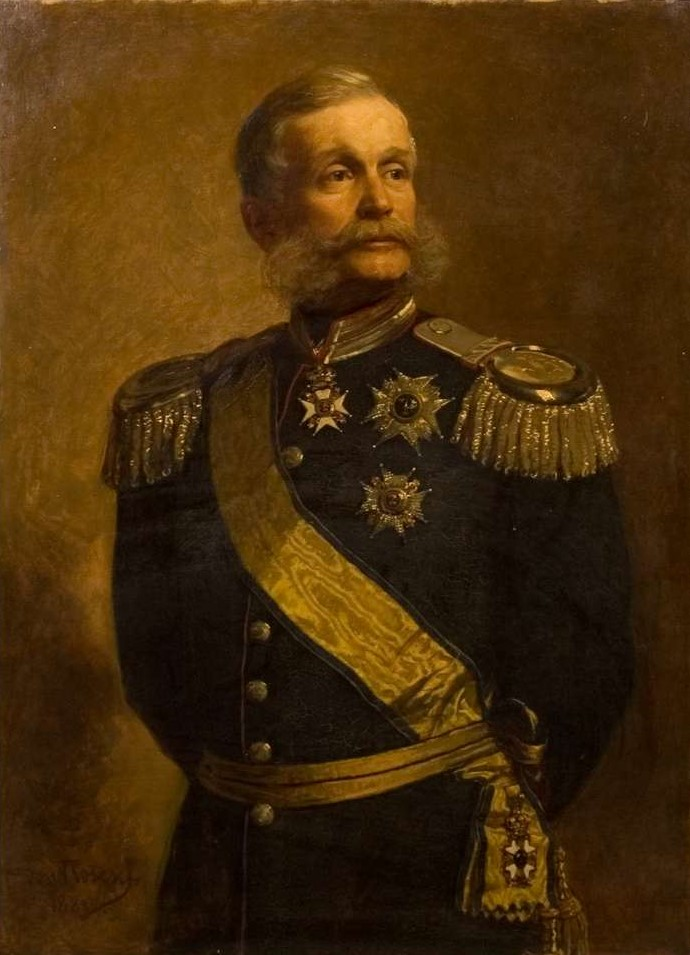
スヴェン・ラーゲルベリ(Sven Lagerberg)の肖像